# Kateryna Pavlenko
Kateryna Anatoliïvna Pavlenko  (en ukrainien : Катерина Анатоліївна Павленко), née le 10 août 1988 à Nijyn est une chanteuse ukrainienne. Elle est membre du groupe musical ukrainien Go_A.

## Biographie
Elle est connue comme Monokate et pour sa participation, avec Go A pour avoir été une représentante de l'Ukraine au Concours Eurovision de la chanson.

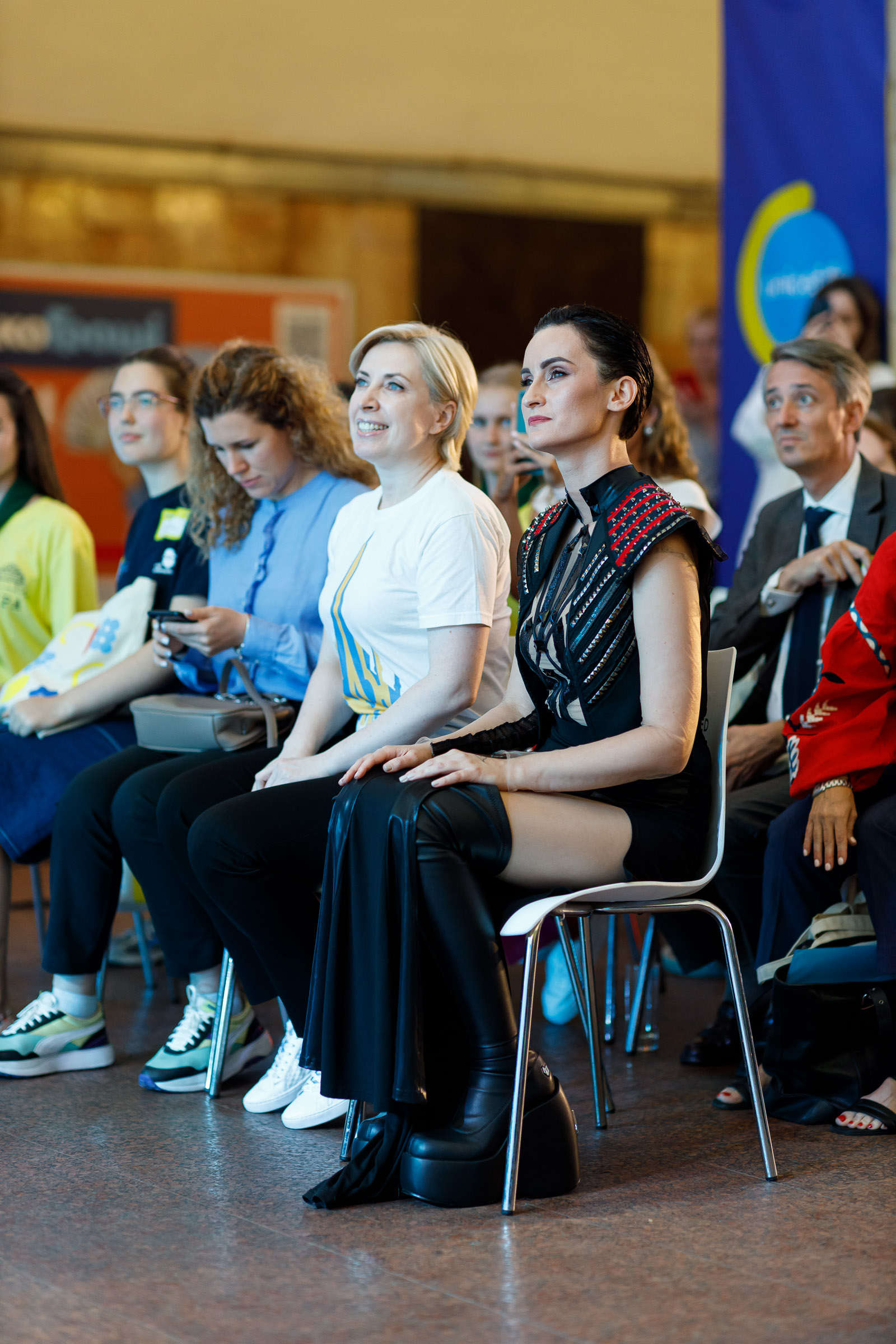
Avec la ministre Iryna Verechtchouk en 2022.